# Oxyscelio concoloripes
Oxyscelio concoloripes är en stekelart som först beskrevs av Alan Parkhurst Dodd 1914.  Oxyscelio concoloripes ingår i släktet Oxyscelio och familjen Scelionidae. Inga underarter finns listade i Catalogue of Life.